# Megachile iheringi
Megachile iheringi is een vliesvleugelig insect uit de familie Megachilidae. De wetenschappelijke naam van de soort is voor het eerst geldig gepubliceerd in 1913 door Schrottky.